# Campeonato Sul-Americano de Rugby Seven Masculino de 2010
O Campeonato Sul-Americano de Rugby Seven Masculino de 2010 foi a VI edição deste torneio. O torneio foi realizado em  Mar del Plata, na Argentina e foi vencido pela Seleção Argentina.

## Seleções participantes
- Argentina
- Brasil
- Chile
- Colômbia
- Paraguai
- Peru
- Uruguai
- Venezuela

## Jogos
| Data                 | Chave A          | Chave A          | Chave A          |
| -------------------- | ---------------- | ---------------- | ---------------- |
| 5 de Janeiro de 2010 | Argentina        | 54 - 0           | Peru             |
| 5 de Janeiro de 2010 | Brasil           | 12 - 0           | Paraguai         |
| 5 de Janeiro de 2010 | Argentina        | 45 - 0           | Paraguai         |
| 5 de Janeiro de 2010 | Brasil           | 26 -0            | Peru             |
| 5 de Janeiro de 2010 | Paraguai         | 21 - 7           | Peru             |
| 5 de Janeiro de 2010 | Argentina        | 12 - 7           | Brasil           |
| Data                 | Chave B          | Chave B          | Chave B          |
| 5 de Janeiro de 2010 | Chile            | 38 - 7           | Venezuela        |
| 5 de Janeiro de 2010 | Uruguai          | 12 - 5           | Colômbia         |
| 5 de Janeiro de 2010 | Chile            | 17 - 14          | Colômbia         |
| 5 de Janeiro de 2010 | Uruguai          | 33 - 12          | Venezuela        |
| 5 de Janeiro de 2010 | Colômbia         | 19 - 12          | Venezuela        |
| 5 de Janeiro de 2010 | Uruguai          | 17 - 12          | Chile            |
| Data                 | Semifinal Bronze | Semifinal Bronze | Semifinal Bronze |
| 6 de Janeiro de 2010 | Paraguai         | 29 - 7           | Venezuela        |
| 6 de Janeiro de 2010 | Colômbia         | 26 - 0           | Peru             |
| Data                 | Semifinal Ouro   | Semifinal Ouro   | Semifinal Ouro   |
| 6 de Janeiro de 2010 | Argentina        | 33 - 0           | Chile            |
| 6 de Janeiro de 2010 | Uruguai          | 22 - 0           | Brasil           |
| Data                 | Final 7 e 8      | Final 7 e 8      | Final 7 e 8      |
| 6 de Janeiro de 2010 | Peru             | 24 - 21          | Venezuela        |
| Data                 | Final 5 e 6      | Final 5 e 6      | Final 5 e 6      |
| 6 de Janeiro de 2010 | Colômbia         | 19 - 12          | Paraguai         |
| Data                 | Final 3 e 4      | Final 3 e 4      | Final 3 e 4      |
| 6 de Janeiro de 2010 | Brasil           | 7 - 14           | Chile            |
| Data                 | Final            | Final            | Final            |
| 6 de Janeiro de 2010 | Argentina        | 21 - 0           | Uruguai          |

## Campeão
| Campeonato Sul-Americano de Rugby Seven Masculino de 2010 |
| --------------------------------------------------------- |
| ARGENTINA Campeã (6º título)                              |